# 발레리나 (2023년 영화)
《발레리나》는 2023년 공개된 대한민국의 영화 달콤한 인생 제작진의 액션 느와르 영화이다. 이충현 감독의 두 번째 장편 영화로 전종서, 김지훈, 박유림, 신세휘, 박형수가 출연한다.

## 줄거리
과거 VIP 경호원이었던 장옥주는 절친한 친구 최민희가 자살했다는 소식을 듣게 된다. 민희는 옥주에게 자신의 성 착취 영상과 돈을 갈취한 성매매 알선업자 최프로에게 복수해 달라는 유언을 남겼다. 옥주는 최프로의 인터넷 정보를 통해 그의 주소를 찾아내고, 그의 집을 감시하기 시작한다. 
다음 날 옥주는 최프로의 집에 침입하여 도청 장치를 설치하고, 피해자들의 이름이 적힌 USB들을 발견한다. 그중 ‘발레리나’라는 이름의 민희의 USB를 본 옥주는 큰 슬픔에 잠긴다. 며칠 후, 옥주는 최프로가 나타날 나이트클럽을 찾아가고, 최프로는 옥주를 자신의 지인으로 착각하여 접근한다. 둘은 함께 나이트클럽을 나와, 민희가 촬영되었던 모텔로 향한다.
옥주는 모텔에서 최프로와 격렬하게 싸우고 그에게 큰 부상을 입히지만, 최프로의 조직원들의 공격을 받고 도망친다. 옥주는 인신매매 조직에서 벗어나고 싶어하는 여고생과 함께 새로운 계획을 세운다. 옛 친구에게 연락하여 무기를 구하고, 조직을 공격하기 위한 전략을 짠다. 최프로의 조직 보스는 최프로에게 옥주를 찾아 데려오라고 명령한다. 최프로 일당은 옥주를 추적하여 공격하고, 옥주는 창문을 통해 도망친다.
최프로는 조직 보스에게 옥주를 죽여 산에 묻었다고 거짓 보고를 한다. 동시에, 최프로가 옥주의 집에서 납치한 여고생을 고문하는 장면이 드러난다. 옥주는 조직 보스를 찾아가 살해하고, 다른 조직원들과 싸우던 중 한 조직원으로부터 최프로의 위치를 알아낸다. 최프로를 찾아낸 옥주는 그를 제압하고, 해변으로 데려가 불태워 죽인다. 옥주는 최프로의 집에 가서 모든 피해자들의 영상을 가져오고, 석양 속으로 차를 몰고 떠난다.

## 출연
(†) 표시는 영화 상에서 사망한 인물이다.
- 전종서 - 장옥주 역 - 이 영화의 메인 여주인공.
- 이병헌 - 김선우 역
- 김지훈 - 최프로 역(†) - 이 영화의 메인 빌런이자 최종 보스. 마지막에 불에 타며 한 방에 사망한다.
- 박유림 - 최민희 역 - 이 영화의 서브 여주인공.
- 신세휘 - 여고생 역
- 박형수 - 명식 역
- 김영옥 - 총포사 할머니 역
- 주현 - 총포사 할아버지 역
- 김무열 - 조대식 사장 역(†) - 본작의 중간 보스. 만악의 근원이자 이 쪽은 최프로보다 더 악한 빌런이다. 백대식의 오른팔. 헤드샷을 맞고 한 방에 사망한다.
- 황정민 - 백대식 역
- 장윤주 - 문영언니 역
- 오달수 - 명구 역
- 에릭 - 태구 역

## 일본판 성우진
- 콘도 유이 : 장옥주(전종서)
- 오카이 카츠노리 : 최프로(김지훈)
- 야마다 유이나 : 최민희(박유림)
- 타무라 마코토 : 조대식(김무열)

## 참고 사항
- 전종서, 김지훈, 장윤주는 넷플릭스 드라마 《종이의 집: 공동경제구역》 이후로 2년 만에 재회하여 캐스팅 되었다.
- 황정민, 오달수, 장윤주는 《베테랑》 이후로 8년 만에 복귀하는 작품이다.
- 김영옥은 2022년에 방송된 KBS 2TV 일일 드라마 《태풍의 신부》 이후로 2년만에 재회하는 작품이며, 디즈니+ 드라마 《카지노》 이후로 2년 만에 재회하여 캐스팅 되었다.
- 김무열은 SBS 일일 드라마 《아내가 돌아왔다》, 영화 《보이스》에 이어 《발레리나》 악역으로 분한다.